# Heyrieux
Heyrieux je naselje in občina v vzhodnem francoskem departmaju Isère regije Rona-Alpe. Leta 2009 je naselje imelo 4.758 prebivalcev.

## Geografija
Kraj leži v pokrajini Daufineji 22 km severovzhodno od Vienne in 24 km jugovzhodno od Lyona.

## Uprava
Heyrieux je sedež istoimenskega kantona, v katerega so poleg njegove vključene še občine Charantonnay, Diémoz, Grenay, Oytier-Saint-Oblas, Saint-Georges-d'Espéranche, Saint-Just-Chaleyssin in Valencin s 17.653 prebivalci.
Kanton Heyrieux je sestavni del okrožja Vienne.

## Zanimivosti
- cerkev Marijinega Vnebovzetja,
- oratorij Notre-Dame-de-la-Salette,
- dvorec château de Maille iz 18. stoletja.